# Lijsterhoningeter
De lijsterhoningeter (Lichmera alboauricularis) is een zangvogel uit de familie Meliphagidae (honingeters).

## Verspreiding en leefgebied
Deze soort is endemisch in Nieuw-Guinea en telt twee ondersoorten:
- L. a. alboauricularis: zuidoostelijk Nieuw-Guinea.
- L. a. olivacea: het noordelijk deel van Centraal-Nieuw-Guinea.

## Status
De grootte van de populatie is niet gekwantificeerd maar de soort wordt omschreven als plaatselijk algemeen tot zeer algemeen. Op de Rode lijst van de IUCN heeft deze soort de status niet bedreigd.